# Grand Falls Plaza
Grand Falls Plaza est un village du comté de Newton, dans le Missouri, aux États-Unis,. Situé au nord du comté, en banlieue sud de Joplin, il est incorporé en 1993.

## Démographie
Lors du recensement de 2010, le village comptait une population de 114 habitants. Elle est estimée, en 2016, à 115 habitants.

### Source de la traduction
- (en) Cet article est partiellement ou en totalité issu de l’article de Wikipédia en anglais intitulé « Grand Falls Plaza, Missouri » (voir la liste des auteurs).